# Јевгениј Замјатин
Јевгениј Иванович Замјатин (рус. Евге́ний Ива́нович Замя́тин; Лебедјањ, 1. фебруар 1884 − Париз, 10. март 1937) био је руски књижевник и преводилац. Свестран и политички ангажован, Замјатин је оставио сразмерно мали број дела, која су по формалним и по својим унутрашњим квалитетима обогатила руску и светску књижевност. Његов живот и стваралаштво обојени су либералним идејама о апсолутној слободи и праву појединца да ствара, замишља, прави грешке и мења свет по својој вољи. Такве идеје учиниле су га непожељним елементом у обе Русије; оној царској пре Октобарске револуције и оној совјетској након 1917. Каријеру је започео пишући приповетке блиске књижевном натурализму, да би се временом тематско-мотивски регистар његове прозе проширио, са посебним освртом на утицај Октобарске револуције на живот обичног човека.
Данас је најпознатији по свом роману Ми, једним од првих дистопијских романа у светској књижевности. Књига, чија се радња одиграва у будућем веку Икс у земљи под називом Јединствена Држава, приказује суморну слику будућег света у којој људи живе у тоталитарном друштву без љубави и креативности. Идејно и формално Ми је снажно утицао на будуће књижевне дистопије, укључујући и романе Врли нови свет Олдуса Хакслија и 1984. Џорџа Орвела. Замјатин је због ове књиге морао да заувек напусти родну земљу.
У постреволуционарној Русији није био познат само као књижевник, већ и као професор бродоградње на Политехничком институту у Петрограду, затим као предавач најновије руске књижевности на Херценовом педагошком универзитету, предавач стилистике и технике уметничке прозе у студију организације Кућа уметности, као и члан редакције неколико часописа и уредник неколико издавачких кућа. Преводио је са енглеског на руски дела Џека Лондона и Х. Џ. Велса
Готово сва прозна остварења Јевгенија Замјатина преведена су на српски језик.

## Биографија

### Детињство и школовање
Замјатин се родио у Лебедјању, градићу у Харковској губернији око 300 km јужно од Москве. Отац му је био православни свештеник и директор локалне школе, а мајка учитељица. Он сам каже да је растао испод клавира јер му је мајка била добра пијанисткиња. Од четврте године је вeћ читао. Детињство је провео готово без другова али са књигама. Гимназију је завршио у Вороњежу 1902. године. После гимназије похађао је бродоградњу на Политехничком факултету у Петрограду 1908. Током студија се прикључио бољшевицима и учествовао у револуцији 1905. Говорећи о себи и револуцији Замјатин је овако описао тај тренутак: Било је то 1906. године. Револуција још није постала законита супруга, која љубоморно чува свој законити монопол на љубав. Револуција је била млада љубавница ватрених очију - и ја сам био заљубљен у револуцију. Ускоро је био ухапшен, осуђен и протеран из Петрограда, али је наставио да живи у њему илегално до 1911. Амнестиран је 1913.

### Каријера
У овом периоду започиње своју књижевну каријеру. Објављује приповетке Паланка (1911), Богу иза леђа (1914), Утроба (1915) и Знамење (1915). У њима описује суморан живот у далекој провинцији и њене житеље са полукултивисаним инстинктима.
Након амнестије путовао је по Русији, а затим и по Медитерану, посетивши Александрију, Јерусалим и Истанбул. Године 1916. упућен је у Енглеску, како би надгледао изградњу ледоломаца наручених од Русије у тамошњим бродоградилиштима. Боравак у Енглеској утицао је и на његово стваралаштво. Тај утицај се огледа у приповеткама Острвљани и Ловац на људе. У септембру 1917, када је чуо за револуционарна превирања, враћа се у родну Русију. Иако ватрени присталица Октобарске револуције, врло брзо се у њу разочарао. Ово разочарење полако је продирало у његово стваралаштво. Најзначајније приповетке из тог периода су му: Заштитница грешних (1918), Пећина (1920), Мамај (1920) Русија (1923), Прича о најглавнијем (1923) Икс (1924) Има реч друг Чуругин (1924) и друге. Збирка фантастичних сатира Бајке за велику децу изашле су 1922. Ове сатире су великим делом ослоњене на гогољевску традицију. Замјатин се огледао и у драми: написавши Ватре св. Доминика (1923), затим позоришну адаптацију Љескове приче Левак насловљену Буха (1924) и Атилу (1925). Такође је био професор бродоградње на политехничком факултету у Петрограду и предавач најновије руске књижевности на Херценовом педагошком универзитету.
Преломни тренутак у његовом животу везан је за објављивање романа Ми. Замјатин га је завршио још 1920, али није могао да нађе издавача вољног да га објави. Први пут је изашао у преводу на енглески језик у Америци 1920. Убрзо је преведен на чешки и француски. Скраћена верзија на руском издана је у Прагу 1927, одакле су се примерци романа кришом ширили и по Совјетском Савезу. Као један од првих дистопијских романа у светској књижевности, због јасне критике тоталитаризма, изазвао је бес међу совјетским властима, које су у знак одмазде забранила сва Замјатинова дела и скинула све његове представе са позоришних репертоара.
Године 1931. Максим Горки је од Стаљина успео измолити дозволу Замјатину да напусти СССР. Замјатин се скрасио у Паризу, где је живио у сиромаштву све до смрти шест година касније. У избеглиштву није успео да напише ниједно књижевно дело веће вредности.

### Стил писања
Током свог књижевног рада мењао је теме, усавршавао стваралаштво. Иако се као писац мењао током времена, увек је био присутан дух час лагане комике, час гротеске, исказане избрушеним и негованим стилом. Замјатин је умео да споји реалност са фантазијом, да буде на земљи, а и да дочара сложеност односа. Замјатин подсећа на Гогоља са почетка његовог стваралаштва. Касније учи од Достојевског, а посебно му је Љесков био близак.

### Смрт
Јевгениј Замјатин је умро у сиромаштву од срчаног удара 10. марта 1937. године. Само мала група пријатеља била је присутна на његовој сахрани у предграђу Париза. Међутим, један од ожалошћених био је Замјатинов издавач на руском језику Марк Лвович Слоним, који се спријатељио са Замјатинима након њиховог доласка на Запад.  Његова смрт није била пријављена у совјетској штампи.
| „ | Смрћу Евгенија Замјатина савремена руска књижевност изгубила је једног од најсјајнијих својих представника, "Руски архив" једног од најбољих својих сарадника. Његово место у руској књижевности било је чврсто и прворазредно још пре револуције, и појава његових доцнијих дела означавала је увек датум у руској књижевности. Писац од расе, савршен техничар књижевног заната, Јевгениј Замјатин продужује линију Гогоља- Љескова-Ремизова, уневши своје оригинално схватање и у посматрање живота и у књижевну технику... Веран завету руске књижевности која је, по речима Ремизова, увек била и остала пројекција у будућност. Редакција Руског архива | ” |

## Члан редакција часописа
- Всемирная литература
- Мысль
- Дом исскуств
- Современный запад
- Руский современик

## Изабрана библиографија
- Ми: роман(1920)
- Срез: кратка проза  138610951
- Бич божји (1935)  32618764
- Бајке за велику децу (1922)

### Приповетке
- Север (1918)
- Острвљани (1917)

- Ловац на људе (1921)
- Богу иза леђа (1914)
- Пећина (1920)
- Мамај (1920)
- Заштитница грешних (1918)
- Русија (1923)
- Прича о најглавнијем (1923)
- Икс (1924)
- Има реч друг Чуругин (1926)

### Драме
- Бува (драмска адаптација Љесковљеве приче Левак) (1924)
- Ватре Светог Доминика (1923)
- Атила (1925)

### Чланци у часописима
- О данашњем и савременом (1921)
- Сутра (1920-1921)
- Циљ (1920)
- Бојим се (1921)

### Огледи
- Нова руска проза (1923)
- О синтетизму (1922)
- Иза кулиса (1929)
- О књижевности, револуцији и ентропији (1923)
- Александар Блок (1921)
- Фјодор Сологуб (1924)
- Чехов (1924)
- Леонид Андрејев (1922)
- Сусрети са Борисом Кустодијевом (1927)
- Андреј Бели (1936)
- Максим Горки (1936)
- Ричард Шеридан (1931)